# 1370-ті
Пізнє Середньовіччя •  Реконкіста  •  Авіньйонський полон пап  •  Західна схизма  •  Монгольська імперія

## Події

### Руські землі
1371 року відновлено Галицьку Православну Митрополію. Митрополитом призначено Антонія. 1372 року намісником польського короля Людвіка I Великого в Галичині став Владислав Опольчик.
1371 року ярлик на Володимирське князівство отримав в Орді Михайло Олександрович Тверський. Твер боролася з Москвою за домінування в Заліській Русі. Обидва міста шукали підтримки в Орді й Великому князівстві Литовському. Наступ 1372 року на Москву литовського князя Ольгерда зазнав невдачі. 1373 року московський князь Дмитро Донський зумів дати відсіч каральному походу ординців. 1374 року Москва анексувала Ростов. 1375 року Москва й Твер уклали мир. Михайло Тверський поступився титулом володимирського князя Дмитру Донському. 1376-го князь Дмитро здійснив похід у Волзьку Булгарію. 1377 року ординці пограбували Рязань та Нижній Новгород після того як розбили руське військо на річці П'яна, що отримала свою назву завдяки стану московської раті. 1379 року князь Дмитро здійснив похід в Естонію.
8 вересня 1380 року відбулася Куликовська битва, в якій русько-литовські війська на чолі з князем Володимирським і Московським Дмитром Івановичем розбили монголо-татарську армію хана Золотої Орди Мамая.
1375 року митрополитом Київським, Руським і Литовським призначено Кипріана. Він мав отримати й Москву після смерті Олексія Бяконта, але коли 1978 року Київський митрополит з осідком у Москві помер, московська церква й влада Кипріяна не прийняли.

### Візантія, Туреччина
1371 року візантійський імператор Іоанн V Палеолог, шукаючи захисту від наступу турків, присягнув на вірність Священній Римській імперії. 1373 року Іоанн V Палеолог визнав себе васалом турецького султана Мурада I. Наслідком цього рішення стало те, що Андронік IV Палеолог підняв бунт проти свого батька. Коли бунт було придушено Мурад I наказав осліпити Андроніка. Його осліпили на одне око. 1376 року Андронік IV Палеолог з допомогою генуезців скинув свого батька Іоанна V Палеолога з трону. Але 1379 року венеційці разом із турками повернули Іоанна V Палеолога на візантійський трон. Андронік IV Палеолог залишився співімператором, але жив до кінця своїх днів у засланні.
26 вересня 1371 року в долині річки Мариця біля Черномена (сучасна Болгарія) турецька армія розбила об'єднане військо сербів, хорватів, мадярів і болгар, яке очолював сербський король Вукашин. Сам король загинув у бою, а турки в результаті перемоги оволоділи майже всією Македонією, більшою частиною Болгарії і Сербії.
1374 року Кілікійську Вірменію очолив Левон VI. Від став її останнім правителем. Наступного року єгипетські мамлюки захопили Кілікійську Вірменію і поклали край її державності. Левон VI потрапив у полон.
1378 року у східній частині сучасної території Туреччини виникла держава Ак-Коюнлу. Наступного року на території сучасної Вірменії виникла держава Кара-Коюнлу.

### Східна Європа
1377 року, після смерті Ольгерда, великим князем литовським став Ягайло. 1380 року він уклав Давидишковський договір з Тевтонським орденом, що стало причиною війни з його дядьком Кейстутом.
1378 року архієпископом Празьким став Ян Єнштейн.
1371 року, після поразки від турків та смерті Стефана Уроша V, Лазар Хребелянович став правителем Сербії, хоча й відмовився від титулу царя. 1377 року королем Сербії та Боснії короновано Твртко I.
Після смерті Івана Александра, Болгарію розділили між собою Іван Срацимір та Іван Шишман, ворожі один до одного.
1375 року молдавським господарем став Петро I. 1377 року князем Волощини став Раду I.
Почалося спорудження фортеці в Кафі.

### Західна Європа
Французькі війська сильно потіснили англійців у Франції. 1371 року очільник англійських військ Едвард Чорний Принц повернувся в Англію. Невдачі продовжувалися й наступного року — у морській битві поблизу Ла-Рошелі кастильський та французький флоти завдали поразки англійському. Французи отримали контроль над Ла-Маншем. 1373 року французькі війська майже повністю захопили Бретань. Англійці висадилися в Кале й здійснили похід в глибину французької території, який завершився невдачею. 1375 року англійці підписали з французами в Брюгге мирну угоду, за якою за ними на континенті залишалися тільки Кале, Бордо та Байонна.
1376 року Едуард Чорний Принц, перший принц Уельський, якому не судилося стати англійським королем, помер. Новим принцом Уельським став його син Річард II. Того ж року в Англії півтора місяця засідав парламент, прозваний Добрим за те, що намагався реформувати корумповану Королівську раду. Його зусилля були марними. Поганий парламент 1377 року звів нанівець усі досягнення Доброго парламента. Того ж, 1377 року, після смерті Едуарда III, англійським королем короновано Річарда II. Через малоліття короля практичну владу зосередив у своїх руках Джон Гонт. У Столітній війні настало тривале затишшя.
В Англії почало набувати популярності вчення Джона Вікліфа, теолога, що був передтечею Реформації. 1977 року папа римський Григорій XI опублікував п'ять булл проти Вікліфа.
1380 року королем Франції став 12-річний Карл VI, прозваний згодом Божевільним.
1378 року помер імператор Священної Римської імперії Карл IV Люксембург. Трон Богемії успадкував його син Вацлав IV, а титул імператора залишився без власника на кілька десятиріч.
У 1379 укладено Нойберзьку угоду між Леопольдом III та Альбрехтом III, що розділила Австрійське герцогство на дві частини.
22 лютого 1371 року Роберт Стюарт, племінник шотландського короля Давида II, останнього представника королівського роду Брюсів, зійшов на шотландський престол під іменем Роберт II, поклавши початок династії Стюартів, що згодом правила як Шотландією, так і Англією.
1374 року з Аахена розпочалася епідемія хвороби, яка отримала назву хореоманія, називали її також танець святого Віта.

### Південна Європа
Авіньйонський полон пап продовжувався до 1378 року, коли папа Григорій XI вирішив повернутися до Рима. Григорій XI незабаром помер і з обранням нового папи почався розкол католицької церкви, що отримав назву Західна схизма.
1376 року між Папською державою та Флоренцією розпочалася війна, що отримала назву Війни восьми святих. Папа римський Григорій X наклав на Флоренцію інтердикт. Тоді до Авіньйона приїхала Катерина Сієнська з наміром переконати папу замиритися з Флоренцією й повернутися до Рима, що мало успіх. Проте, заворушення в Римі змусили папу тимчасово вернутися в Авіньйон.
Після смерті Григорія XI 1378 року під тиском римлян конклав обрав папою Урбана IV, однак в Авіньйоні з цим не згодилися, й було обрано альтернативного папу Клемента VII, з чого почалася Західна схизма.
1371 року королева Неаполя Джованна I та король Угорщили Людовик I Великий, що вели боротьбу за Неаполітанське королівство, примирилися в присутності папи римського Григорія XI. Папа добився також примирення між Неаполітанським та Сицилійським королівствами. Сицилія стала незалежною під назвою Тринакрія, хоча формально визнавала сюзеренітет Неаполя. 1373 року Філіп II Тарентський передав королеві Джованні I Ахейське князівство.
1378 року в Флоренції повстали чесальники вовни чомпі. Як наслідок уперше в історії в європейському уряді отримали представництво всі верстви суспільства.
1379 року генуезці взяли Кіоджу. Венеція опинилася в лещатах між силами Генуї, Падуї та Угорщини.
1372 року англійський магнат Джон Гонт оголосив свої претензії на титул короля Іспанії (через дружину) й уклав союз з Португалією проти Іспанії та Франції. Після того, як стало відомо, що португальський король Фернанду I обвінчався з Елеонорою Теліш де Мінезіш, зневаживши попередню угоду одружитися з кастильською принцесою, кастильський король Енріке II вторгся в Португалію. 1373 року кастильці підступилили до Лісабона, однак незабаром сторони конфлікту примирилися.
1379 року королем Кастилії та Леону став Хуан I з династії Трастамара.
13 червня 1373 року підписано англо-португальський військовий союз, найдавніший із документально підтверджених.

### Північна Європа
1375 року, після смерті Вальдемара IV, регентом Данії стала Маргарита I Данська. Королем проголошено її малолітнього сина Олафа IV. 1380 року Олаф IV отримав також Норвегію.

### Азія
1372 року китайські війська династії Мін здійснили похід у Монголію, перший із тривалої серії. Похід зазнав невдачі.
1376 року правитель Самарканда Тамерлан дав відсіч вторгненню в свої землі сил Моголістану. Пізніше він вирушив назустріч загонам Золотої Орди, але через негоду сторони розійшлися без бою. 1377 року Тамерлан послав проти Золотої Орди Тохтамиша, але той зазнав невдачі. 1379 року Тамерлан захопив Ургенч.
1378 року Тохтамиш став ханом Білої Орди, 1380-го скористався з поразки Мамая й об'єднав Золоту Орду під своїм правлінням.
1378 року Віджаянагара на півдні Індостану анексувала Мадурай.
1377 року на Суматрі зазнало невдачі повстання проти Меджепегіт.

## Культура, наука
1375 року Авраам Крескес склав Каталонський атлас. 1380 року португальський король Фернанду I заснував Компанью дас Наус, яка забезпечувала страхування кораблів.